# Dzwonek
Dzwonek ist ein Dorf in der Landgemeinde Czerwin im Powiat Ostrołęcki in der Woiwodschaft Masowien, Polen.

## Geographie
Es liegt rund 4 km nordwestlich von Czerwin und 17 km südöstlich von Ostrołęka. Es liegt am Fluss Orz. 
Das Dorf hat ca. 310 Einwohner. und gehörte von 1975 bis 1998 zur Woiwodschaft Ostrołęka.